# Cândida Celeste da Silva
Cândida Celeste da Silva é uma política angolana. Filiada ao Movimento Popular de Libertação de Angola (MPLA), é deputada de Angola pelo Círculo Eleitoral Nacional desde 2012.
Silva iniciou sua carreira profissional trabalhando como professora do primário em Bié e Benguela entre 1970 a 1980. Em 1980, elegeu-se deputada na Assembleia do Povo de Bié. Foi Ministra da Família e Promoção da Mulher de 1999 a 2008. De 2008 a 2009 foi governadora da província do Bié e de 2009 a 2012 da província do Namibe.